# 2010 en journalisme
Cet article présente les faits marquants de l'année 2010 en journalisme.

## Évènements
- Création du journal Marsactu.

## Décès
- 18 janvier : Luis Gabriel Cano, un journaliste colombien.
- 25 février : Jean-Claude Valla, un journaliste français
- 6 mars : Roger Gicquel un journaliste français